# Hellas Sat 3
Hellas Sat 3 е спътник, собственост на Hellas Sat. Той е пуснат на 29 юни 2017 г. Измества Hellas Sat 2. В България се ползва от сателитния оператор Булсатком от октомври 2017 г. 